# Nicholas Hammond
Nicholas Hammond (Washington, 15 maggio 1950) è un attore e sceneggiatore statunitense.
È noto per aver interpretato il ruolo di Friedrich von Trapp nel musical Tutti insieme appassionatamente (1965) e dell'Uomo Ragno nella serie TV degli anni settanta The Amazing Spider-Man.

## Biografia
Figlio dell'attrice Eileen Bennett e di un colonnello dell'esercito, Hammond si trasferisce con la famiglia in Europa nel 1956, all'età di 6 anni. Dopo aver assistito a una rappresentazione del musical My Fair Lady, decide di diventare un attore. Si laurea alla Princeton University, scrivendo una tesi sulle Grandi odi di John Keats.
La sua prima apparizione cinematografica avviene nel film Il signore delle mosche (1963), poi prende parte ad alcuni spettacoli a Broadway e in televisione, prima di ottenere il ruolo di Friedrich nel musical Tutti insieme appassionatamente (1965). In seguito continua a lavorare sul piccolo schermo e al cinema, prendendo parte a pellicole come Il pirata dell'aria (1972), accanto a Charlton Heston, oltre a comparire in numerosi telefilm come La famiglia Bradford, Gunsmoke, Petrocelli e La famiglia Brady.
Nel 1977 ottiene un altro ruolo che lo rende popolare, quello di Peter Parker nel serial televisivo The Amazing Spider-Man, trasmesso dalla rete televisiva CBS fino al 1979, per un totale di due stagioni. Nel 1980 si trasferisce in Australia, dove continua la carriera di attore alternandola a quella di sceneggiatore per la televisione australiana.
Nel 2019 interpreta Sam Wanamaker nel film C'era una volta a... Hollywood di Quentin Tarantino.

## Filmografia parziale

### Cinema
- Il signore delle mosche (Lord of the Flies), regia di Peter Brook (1963)
- Tutti insieme appassionatamente (The Sound of Music), regia di Robert Wise (1965)
- Il pirata dell'aria (Skyjacked), regia di John Guillermin (1972)
- Dai papà... sei una forza! (Superdad), regia di Vincent McEveety (1973)
- The Black Cobra 2, regia di Edoardo Margheriti (1989)
- Scherzi maligni (Frauds), regia di Stephan Elliott (1993)
- Paradise Road, regia di Bruce Beresford (1997)
- Crocodile Dundee 3 (Crocodile Dundee in Los Angeles), regia di Simon Wincer e Paul Hogan (2001)
- Stealth - Arma suprema (Stealth), regia di Rob Cohen (2005)
- Ladies in Black, regia di Bruce Beresford (2018)
- C'era una volta a... Hollywood (Once Upon a Time in Hollywood), regia di Quentin Tarantino (2019)

### Televisione
- La parola alla difesa (The Defenders) - serie TV, 1 episodio (1962)
- La famiglia Brady (The Brady Bunch) - serie TV, 1 episodio (1971)
- Una famiglia americana (The Waltons) - serie TV, 1 episodio (1973)
- Gunsmoke - serie TV, 3 episodi (1973-1974)
- Petrocelli - serie TV, 1 episodio (1976)
- In casa Lawrence (Family) - serie TV, 1 episodio (1976)
- Hawaii squadra cinque zero (Hawaii Five-O) - serie TV, 2 episodi (1974-1977)
- La famiglia Bradford (Eight Is Enough) - serie TV, 2 episodi (1977)
- L'Uomo Ragno (Spider-Man) - film TV (1977)
- Alla conquista dell'Oregon (The Oregon Trail) - serie TV, episodio 1x05 (1977)
- The Amazing Spider-Man - serie TV, 13 episodi (1977-1979)
- L'Uomo Ragno colpisce ancora (Spider Man Strikes Back) - film TV (1978)
- L'Uomo Ragno sfida il Drago (Spider-Man: The Dragon's Challenge) - film TV (1979)
- Love Boat (The Love Boat) - serie TV, 1 episodio (1980)
- Falcon Crest - serie TV, 2 episodi (1982)
- Magnum P.I. - serie TV, 1 episodio (1982)
- Dallas - serie TV, 3 episodi (1982)
- La signora in giallo (Murder, She Wrote) - serie TV, episodio 2x03 (1985)
- Specchio del passato (Mirror, Mirror) - serie TV, 20 episodi (1995)

## Doppiatori italiani
Nelle versioni in italiano delle opere in cui ha recitato, Nicholas Hammond è stato doppiato da:
- Claudio Capone in L'Uomo Ragno colpisce ancora, L'Uomo Ragno Sfida il Drago
- Massimo Turci in Tutti insieme appassionatamente
- Angelo Nicotra in La famiglia Bradford
- Luciano Melani in L'Uomo Ragno
- Luca Ward in La signora in giallo
- Oliviero Dinelli in C'era una volta a... Hollywood
- Antonio Sanna in Paradise Road